# Chiesa dei Santi Ippolito e Cassiano (Castello Tesino)
La chiesa dei Santi Ippolito e Cassiano, anche nota semplicemente come chiesa di Sant'Ippolito, è una chiesa sussidiaria a Castello Tesino in Trentino. Appartiene alla zona pastorale Valsugana - Primiero dell'arcidiocesi di Trento e risale al XV secolo.

## Storia
Sul sito era presente, sin dal medioevo, un antico fortilizio dal quale probabilmente si originò il nome di Castello Tesino. Scavi realizzati nel 1862 individuarono un antico camminamento sotterraneo che univa il castello al nucleo urbano.
L'edificio sacro fu costruito nel 1436 su queste fondamenta per disposizione di un noto notaio del luogo, Donato Pelloso, che ne assicurò anche le opportune rendite e ne completò le disponibilità di arredi liturgici. Subito dopo la sua costruzione gli interni vennero arricchiti di un ciclo di affreschi che in alcune sue parti riportò anche le immagini dei benefattori che finanziarono tali dipinti.
Tra il 1585 ed il 1591, in seguito a due visite pastorali, vennero realizzati lavori sulle aperture nell'edificio per arrivare infine a due grandi monofore nella parte absidale. All'inizio del secolo seguente fu demolito il portico originale che stava sul prospetto principale e vennero scialbati, per disposizione vescovile, tutti gli affreschi.
Sempre nel XVII secolo, tra 1622 e 1642, altri lavori riguardarono il nuovo soffitto della sala (rifatto in legno, a cassettoni), la pavimentazione della navata e le aperture, con finestre poste sulla parete a sud e una porta di accesso alla torre campanaria.

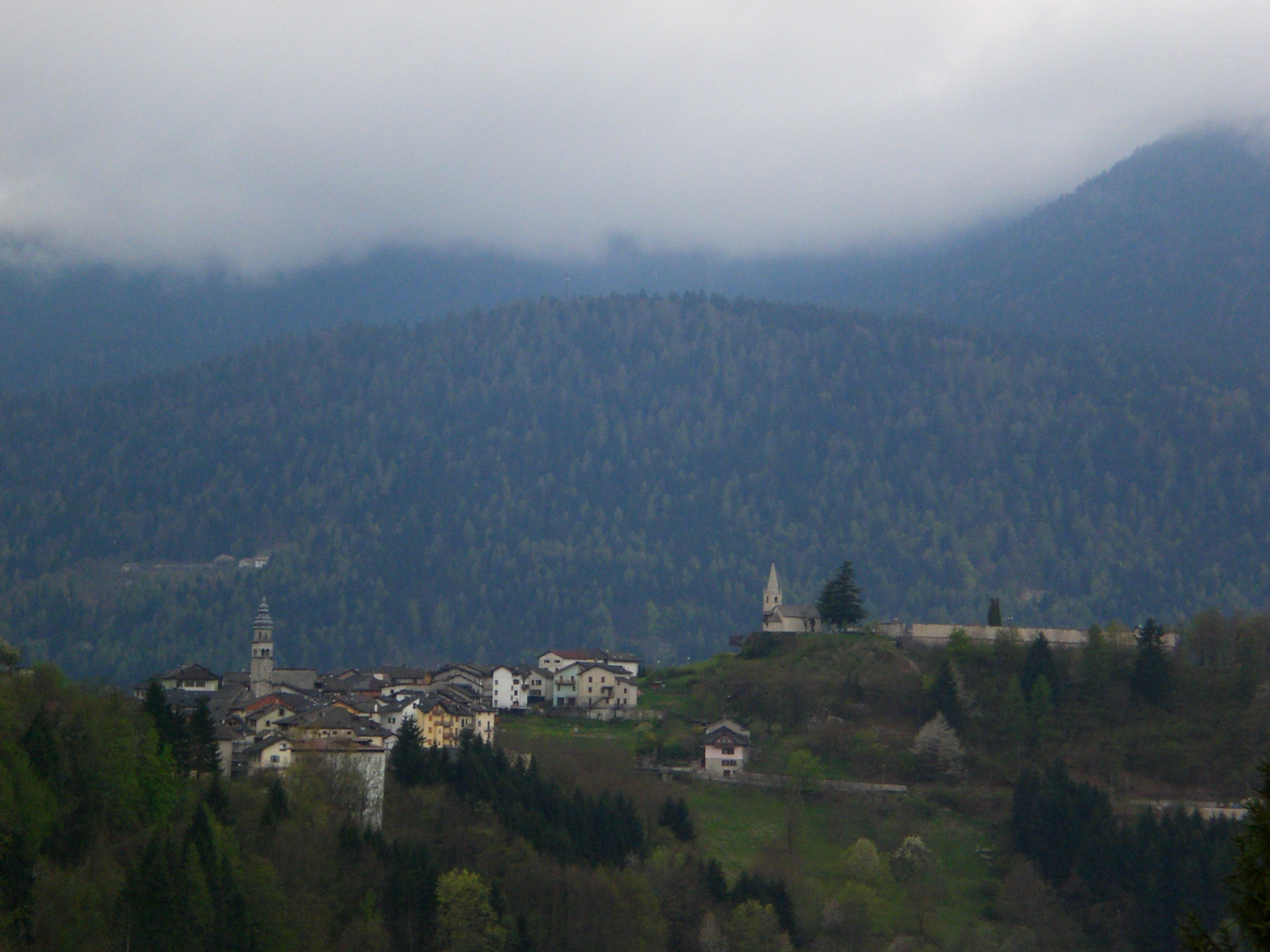
Panorama di Castello Tesino. Chiesa dei Santi Ippolito e Cassiano in posizione dominate sul centro abitato, accanto al camposanto.

Durante il primo conflitto mondiale il tempio fu profanato e tutti gli arredi di valore andarono perduti. Nella seconda metà degli anni venti gli antichi affreschi, dei quali si era persa memoria, vennero ritrovati casualmente e il restauro che ne seguì portò anche al ripristino delle monofore originali nella zona absidale.
Negli anni settanta venne realizzato il primo restauro del secondo dopoguerra e un ulteriore ciclo di interventi conservativi fu attuato entro il 2012. In quest'ultima occasione si prestò particolare attenzione agli affreschi della sala, alle coperture interne ed esterne e alla torre campanaria, che venne dotata di un moderno sistema parafulmini.

## Descrizione

### Esterni
L'edificio si trova sul colle di Sant'Ippolito (località San Polo) vicina al camposanto, quindi in posizione elevata, su un terrazzamento protetto da alti muraglioni e mostra orientamento tradizionale verso est. La facciata a capanna è semplice con due spioventi. Il portale è con architrave ed è affiancato da due finestre basse. La parete a meridione ha un ingresso secondario e alla sua parte posteriore è appoggiata la robusta torre campanaria con una cuspide a base poligonale.

### Interni
La navata interna è unica, con pochi arredi e con le pareti completamente rivestite da affreschi quattrocenteschi. Nella parte absidale si trova il Cristo Pantocratore, nella parete a sinistra, tra le numerose raffigurazioni, la Trinità, l'Ultima Cena e l'Incoronazione della Madonna con Bambino e Angeli. Sulla parete a destra molto interessante è il Miracolo dell'Impiccato, legato alla storia di San Giacomo il Maggiore.